# Acantholimon mikeschinii
Acantholimon mikeschinii är en triftväxtart som beskrevs av Igor Alexandrovich Linczevski. Acantholimon mikeschinii ingår i släktet Acantholimon och familjen triftväxter. Inga underarter finns listade i Catalogue of Life.